# Hopsin
Marcus Jamal Hopson (ur. 18 lipca 1985), szerzej znany pod scenicznym pseudonimem Hopsin, to amerykański raper z Los Angeles, Kalifornia. W 2007 roku podpisał kontrakt z Ruthless Records, opuścił wytwórnię w 2009, kiedy założył własną działalność, wytwórnię Funk Volume. Hopsin ma na swoim koncie cztery albumy studyjne: Gazing At The Moonlight (wydany jeszcze w Ruthless Records), Raw, Knock Madness, No Shame oraz mixtape Haywire (we współpracy z raperem SwizZz) pod szyldem Funk Volume. W niedalekiej przyszłości ukaże się kolaboracja w formie EP z Travisem Barkerem. Białe soczewki, które raper nosi podczas teledysków, występów i wywiadów, są jego znakiem rozpoznawczym.

## Dzieciństwo i młodość
Marcus Hopson urodził się 18 lipca 1985 w Los Angeles. Uczęszczał do James Monroe High School, gdzie uczył się w klasie specjalnej. Był zagorzałym skaterem od dwunastego roku życia, w wielu teledyskach pojawia się, jeżdżąc właśnie na deskorolce. Przygodę z rapem rozpoczął mając piętnaście lat, od 2003 roku rap stopniowo stawał się czymś więcej niż hobby. Rzucił szkołę w 2004, aby w pełni poświęcić się muzyce, wtedy też za 8 dolarów kupił mikrofon i zainstalował oprogramowanie Fruity Loops na swoim dysku, po czym zamknął się w piwnicy, szlifując swoje umiejętności. Od początku muzycznej kariery, Hopsin zdecydował się nosić białe soczewki. Używa ich, aby jego wizerunek zapadał w pamięć, a także chce odróżnić się od sztampowych wykonawców. Wskazuje na Eminema, jako rapera, który wzbudził w nim zainteresowanie tym gatunkiem muzycznym.

## Kariera muzyczna

### 2007-2009: Konflikt z Ruthless Records i początek Funk Volume
Hopsin początkowo współpracował z wytwórnią Ruthless Records. Pierwszy singiel „Pans In the Kitchen” ukazał się 27 maja 2008 roku. Debiutancki album Gazing at the Moonlight pojawił się 27 października 2009, jednak nie zadbano o promocję tego materiału. Wkrótce po wydaniu albumu, Hopsin opuszcza Ruthless Records, za powód podając niedostateczną promocję, wsparcie dla artysty. Niezwiązany z żadną wytwórnią, wraz z Damienem Ritterem zakładają własną, niezależną wytwórnię Funk Volume. SwizZz, będący jednocześnie młodszym bratem Damiena Rittera i szkolnym kolegą Hopsina, został pierwszym artystą wytwórni FV. W czerwcu 2009 Hopsin i SwizZz wydają mixtape zatytułowany Haywire, album promował nowo powstałą wytwórnię. Z internetowej strony DatPiff został ściągnięty ponad 50 tys. razy.

### 2010-2011: Sukces Funk Volume
8 października 2010 ukazuje się teledysk Hopsina do utworu „Sag My Pants”, pierwszy oficjalny singiel z płyty Raw. W serwisie YouTube klip odniósł pełny sukces, obecnie ma ponad 27 mln wyświetleń. W utworze Hopsin wyśmiewa takie sławy jak: Lil Wayne, Drake, Soulja Boy, Lupe Fiasco, Rick Ross i Tomica Wright (obecna właścicielka Ruthless Records). Drugi album Hopsina Raw, ukazał się 19 listopada 2010 roku. W marcu 2011 Hopsin wyruszył w dwumiesięczną, ogólnokrajową trasę promującą album.
W lipcu 2011 w sieci pojawia się wideo z cyklu „Ill Mind of Hopsin”, będący czwartą odsłoną tej serii, obecnie w serwisie YouTube klip ma ponad 23 mln wyświetleń. Hopsin dissuje w nim Tylera the Creator z grupy Odd Future. 31 października 2011 pojawia się w grze na urządzenia przenośne Battle Rap Stars, stworzonej przez Jump Shot Media.

### 2012-obecnie: Przebicie się do mainstreamu i Knock Madness
W styczniu 2012 o Hopsinie mówi MTV2 w programie Sucker Free Sunday, a to za sprawą klipu „Am I A Psycho?” z albumu rapera Tech N9ne’a, w którym gościnnie wystąpił Marcus Hopson. W lutym 2012 pojawia się na okładce magazynu XXL, jako część corocznej listy Top 10 Freshmen, obok French Montana, MGK, Danny Brown, Roscoe Dash, Iggy Azalea, Macklemore, Don Trip, i Kid Ink. W lipcu 2012 w sieci pojawia się piąta część wspomnianego wcześniej cyklu „Ill Mind of Hopsin”, osiągając ponad milion wyświetleń w serwisie YouTube w trakcie pierwszych 24 godzin, obecnie liczba wyświetleń przekracza 32 mln. Wyraża w niej swoją frustrację na temat postępowania młodych ludzi, jak również rozczarowanie wobec innych raperów. Wspiął się także na 17 miejsce listy Hot R&B/Hip-Hop Digital magazynu Billboard. W październiku 2012 Hopsin wystąpił na BET Cypher podczas 2012 BET Hip Hop Awards, obok SchoolBoy Q, Mac Miller and Mystikal.
Nadchodzący album Hopsina, Knock Madness pojawił się 24 listopada 2013. Lista gości, to Dizzy Wright, SwizZz, Jarren Benton, i Tech N9ne. Hopsin chciał także zobaczyć na swojej płycie Yelawolfa. Wspominał też o utworze z Travisem Barkerem, który mógł pojawić się na płycie. Album zawiera więcej pozytywnego przekazu i jak powiedział Hopsin, będzie lepszy od Detox’u Dr. Dre. Hopsin i reszta Funk Volume wyruszyli w trzymiesięczną trasę koncertową, przewidującą 54 występy podczas 60 dni w USA, Europie i Australii.
W grudniu 2012 Hopsin opublikował informację na Facebooku i Twitterze, że on i Travis Barker pracują nad wspólnym projektem. Później Travis Barker powiedział, że w 2013 pojawi się EP, będący owocem ich współpracy. 5 stycznia 2013 Hopsin poinformował o zakończeniu prac nad epką. 24 stycznia 2013 powstaje teledysk do utworu „Funk Volume 2013”, na którym pojawia się ekipa Funk Volume, w składzie Hopsin, Dizzy Wright, SwiZzZ, Jarren Benton i DJ Hoppa. 30 marca 2013 Hopsin wystąpił na 2013 Paid Dues w San Bernardino, Kalifornia.

## Wpływ
Hopsin jest stanowczo przeciwko narkotykom i spożywaniu alkoholu i skrytykował mainstreamowych artystów, promujących korzystanie z używek. W niektórych swoich utworów, takich jak „Nocturnal Rainbows”, podkreśla niechęć do narkotyków. Hopsin stwierdził, że stara się być muzykiem, który może wywrzeć pozytywny wpływ na ludzi, którzy słuchają jego muzyki.

## Aresztowanie w Orlando
25 sierpnia 2012 roku Hopsin miał wystąpić w Club 57 West, popularnym klubie w Orlando (Floryda). W ostatniej chwili organizatorzy zdecydowali się przesunąć występ, doprowadzając do sprzeczki między nimi a artystami. Niektórzy świadkowie zeznają, że Hopsin próbował używać argumentów słownych, podczas gdy Hopsin twierdzi, że chciał stłumić bójkę na zewnątrz klubu w trakcie swojej drogi do 7-Eleven. Po opanowaniu sytuacji, jeden z fanów podszedł i poprosił o zrobienie zdjęcia z Hopsinem. W chwilę po tym policjanci aresztowali artystę. Został zatrzymany za zakłócanie porządku. Na Facebooku pojawił się wpis Hopsina, w którym opisuje całą sytuację. Z jego perspektywy został aresztowany za próbę zażegnania konfliktu.

## Kariera aktorska
Hopsin pojawiał się jako statysta w filmach i programach takich jak John Tucker musi odejść, Świat nonsensów u Stevensów i Lizzie McGuire. Godny uwagi jest występ w Świat Raven, gdzie Hopsin pojawił się mając 15 lat. Wystąpił też jako raper w filmie Fame z 2009.

## Dyskografia
Albumy
- 2009: Gazing at the Moonlight
- 2010: Raw
- 2013: Knock Madness
- 2015: Pound Syndrome
- 2017: No Shame[35]

Mixtape
- 2009: Haywire (with SwizZz)

### Single
| Rok  | Utwór                          | Album                   |
| ---- | ------------------------------ | ----------------------- |
| 2008 | "Pans in the Kitchen"          | Gazing at the Moonlight |
| 2009 | "I'm Here"                     | Gazing at the Moonlight |
| 2009 | "Lucifer Effect" (with SwizZz) | Haywire                 |
| 2010 | "Sag My Pants"                 | Raw                     |
| 2011 | "Ill Mind of Hopsin 4"         | non-album single        |
| 2012 | "Ill Mind of Hopsin 5"         | non-album single        |
| 2012 | "Hop Madness"                  | Knock Madness           |

### Gościnne występy
| Rok  | Utwór                                                 | Album           |
| ---- | ----------------------------------------------------- | --------------- |
| 2012 | "Am I a Psycho?" (Tech N9ne featuring Hopsin & B.o.B) | All 6's and 7's |

### Inne gościnne występy
| Rok  | Utwór                                                                                   | Album                               |
| ---- | --------------------------------------------------------------------------------------- | ----------------------------------- |
| 2010 | "Ruthless" (Bankrupt Records featuring Hopsin)                                          | Double Vision                       |
| 2011 | "Bang Bang Boogie" (SwizZz featuring Hopsin)                                            | Good Morning SwizZzle               |
| 2011 | "On the Verge" (Phillie Tha Kyd featuring Hopsin)                                       |                                     |
| 2011 | "Beastmode" (Liquid Assassin featuring Hopsin)                                          | Cardell                             |
| 2012 | "The End" (Young Noble featuring Hopsin & Lowkey)                                       | Outlaw Rydahz Vol. 1                |
| 2012 | "West Coast Eclipse" (DJ Whoo Kid featuring Hopsin)                                     | 2012 XXL Freshman Class Mixtape     |
| 2012 | "Matter of Time" (Fury featuring Hopsin, Ron Jeremy, & Lental)                          | Underground Hustlin' Volume 40      |
| 2012 | "Skreem!" (Insane Clown Posse featuring Hopsin & Tech N9ne)                             | The Mighty Death Pop!               |
| 2012 | "Independent Living" (Dizzy Wright featuring Hopsin & SwizZz)                           | Free SmokeOut Conversations Mixtape |
| 2013 | "Funk Volume 2013" (Funk Volume featuring Hopsin, Dizzy Wright, Jarren Benton & SwizZz) |                                     |
| 2013 | "Stabbed" (Brotha Lynch Hung featuring Hopsin & Tech N9ne)                              | Mannibalector                       |

## Filmografia

### Filmy
| Tytuł                      | Rok  | Rola           |
| -------------------------- | ---- | -------------- |
| Wielka misja Maxa Keeble'a | 2001 | Dostawca pizzy |
| Fame                       | 2009 | Raper          |

### Telewizja
| Tytuł       | Rok  | Rola  |
| ----------- | ---- | ----- |
| Świat Raven | 2002 | Uczeń |

### Gry
- 2011: Battle Rap Stars for iPhone and Android